# Johannes Dicel
Johannes „Hans“ Nikel Di(e)cel (* 10. Oktober 1676 in  Seebach; † 9. November 1758 ebenda) war ein autodidaktischer Arzt mit überregionaler Bedeutung und eine wichtige Persönlichkeit in der Geschichte Seebachs im heutigen Wartburgkreis in Thüringen.

## Leben

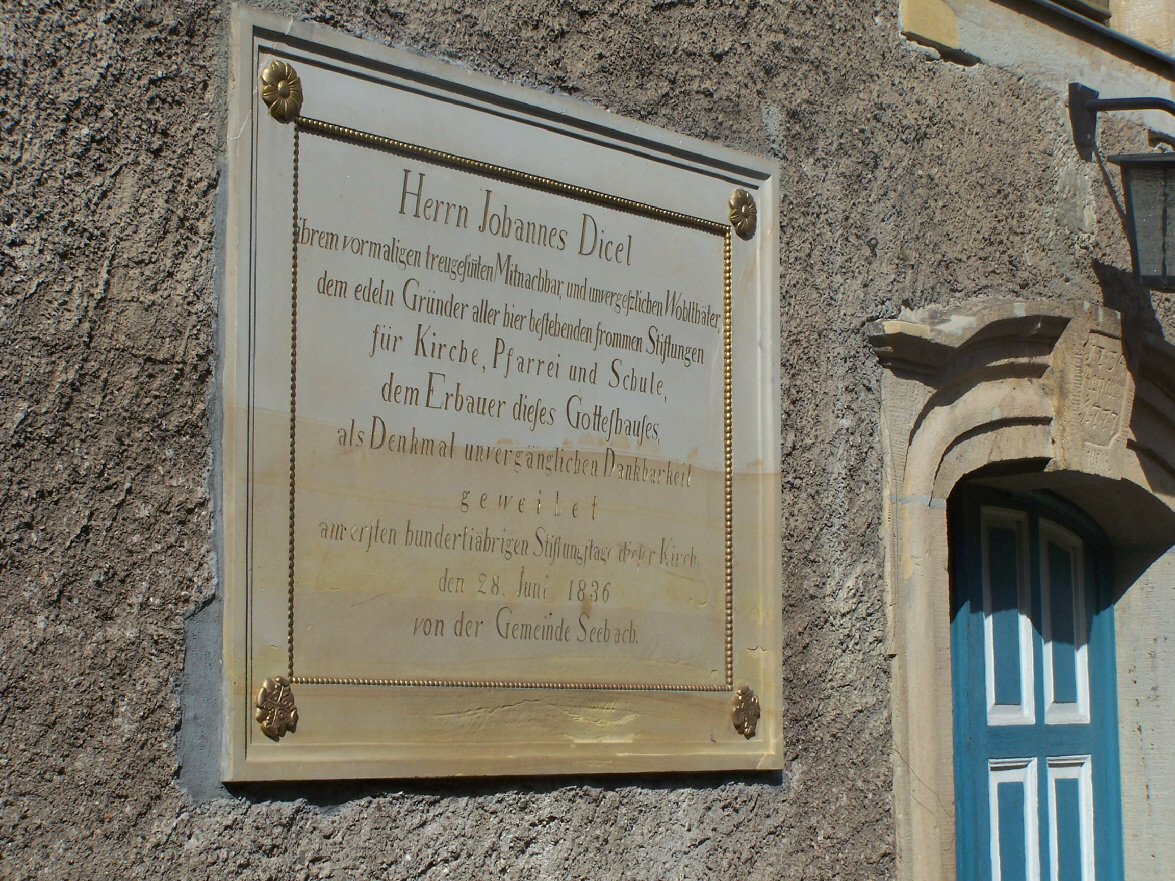
Gedenktafel an der Dicel-Kirche in Seebach

Johannes Dicel war das siebte Kind eines Tagelöhners und Leinewebers. 1724 wurde er vom Eisenacher Herzog Johann Wilhelm zum Medicus practicus ernannt.
Er finanzierte die 1736 erfolgte Erbauung der Dorfkirche in der Ortsmitte und begründete jahrzehntelang bestehende Stiftungen zur Förderung und Finanzierung von Schule, Kirche und Pfarrei. Weil auf seine Initiative (und Finanzierung) hin Seebach eigenständige Pfarrstelle wurde, legte er (durch die Führung eigener Kirchenbücher als Personenstandsregister ab 1750) den Grundstein für die kommunale Eigenständigkeit Seebachs.
Nach ihm wurde die Regelschule „J. Dicel“ Seebach benannt und auch die Johannes-Dicel-Kirche in Seebach trägt seinen Namen.